# 克拉倫斯鎮區 (密歇根州)
克拉倫斯鎮區（英語：Clarence Township）是位於美國密歇根州卡爾霍恩縣的一個行政鎮區。

## 地方資料
克拉倫斯鎮區的面積為88.20平方千米，當中陸地面積為84.30平方千米，而水域面積為3.90平方千米。根據2020年美國人口普查的數據，當地共有人口1903人，而人口密度為每平方千米21.58人。